# Schau mir ins Gesicht
Schau mir ins Gesicht ist ein vier Minuten langes Lied der Soulsängerin Franziska, das am 12. Mai 2003 als Vorabsingle ihres Albums Mit all meinem Wesen erschien und von Tim Nowack komponiert wurde, der zusammen mit Rolf Zischka als Produzent fungierte. Stilistisch ist es den Genres Pop und Soul zuzuordnen. Die Single erschien am 12. Mai 2003 und erreichte in der ersten Woche nach Erscheinen Platz 81 der Single-Charts. Nach einer Woche fiel sie um zwei Positionen, um nach der dritten Woche (Platz 96) die Charts zu verlassen.

## Aufnahmen
Die Gitarre wurde von Frank Pilsl gespielt. Für die Programmierung der Beats zeigte sich Benno Richter verantwortlich, der ebenfalls als Co-Produzent mitwirkte. Aufgenommen, produziert und gemischt wurde das Lied bei DOUBLEHEAD music & soundtracks in Stuttgart, lediglich das Mastering fand im Tucan-Studio in Kornwestheim statt.

## Text
Im Text geht es um Liebe. Dem nicht näher bestimmten Gegenüber wird klargemacht, dass er seine Freundin immer als Stütze betrachten kann, egal unter welchen Umständen. Der Text nimmt dabei die Ich-Perspektive der Freundin ein. Dabei werden sowohl in den Strophen als auch im Refrain immer wieder Parallelismen verwendet.

## Video
Das Video zeigt die Sängerin an unterschiedlichen Orten in Südeuropa, meist in Begleitung einer männlichen Person. Dazwischen werden Szenen gezeigt, bei denen sie das Lied singt.

## Rezeption
Das Lied ist auf dem Sampler Hits 2003, Vol. 14 vertreten. Außerdem fand es neben zahlreichen anderen Stücken aus den Genres Pop und Soul auf dem 2006 erschienenen Playstation-2-Spiel Singstar – Deutsch Rock-Pop Verwendung.